# Homoródszentpéter
Homoródszentpéter (románul Petreni) falu Romániában Hargita megyében. Közigazgatásilag Homoródszentmártonhoz tartozik.

## Fekvése
Székelyudvarhelytől 22 km-re délkeletre a Nagy-Homoród völgyében, annak jobb partján fekszik, Homoródszentmártonhoz tartozik, melytől 8 km-re délre van.

## Nevének eredete
Nevét Szent Péter tiszteletére szentelt középkori templomáról kapta.

## Története
Területe ősidők óta lakott. Határában a Köves-bércen 38 bronzkori halomsír található. Unitárius temploma a 15–16. század fordulóján épült, 1835-ben bővítették, 1851-ben tornyát magasították meg. Kazettás mennyezete 18. századi. A templomot egykor kőkerítés övezte, mely a különálló tornyot fogta körül, ebből mára csak egy rövid szakasz maradt meg. 1910-ben 289 magyar lakosa volt. A trianoni békeszerződésig Udvarhely vármegye Homoródi járásához tartozott. 1992-ben 201 lakosa 2 román kivételével mind magyarok.

## Látnivalók

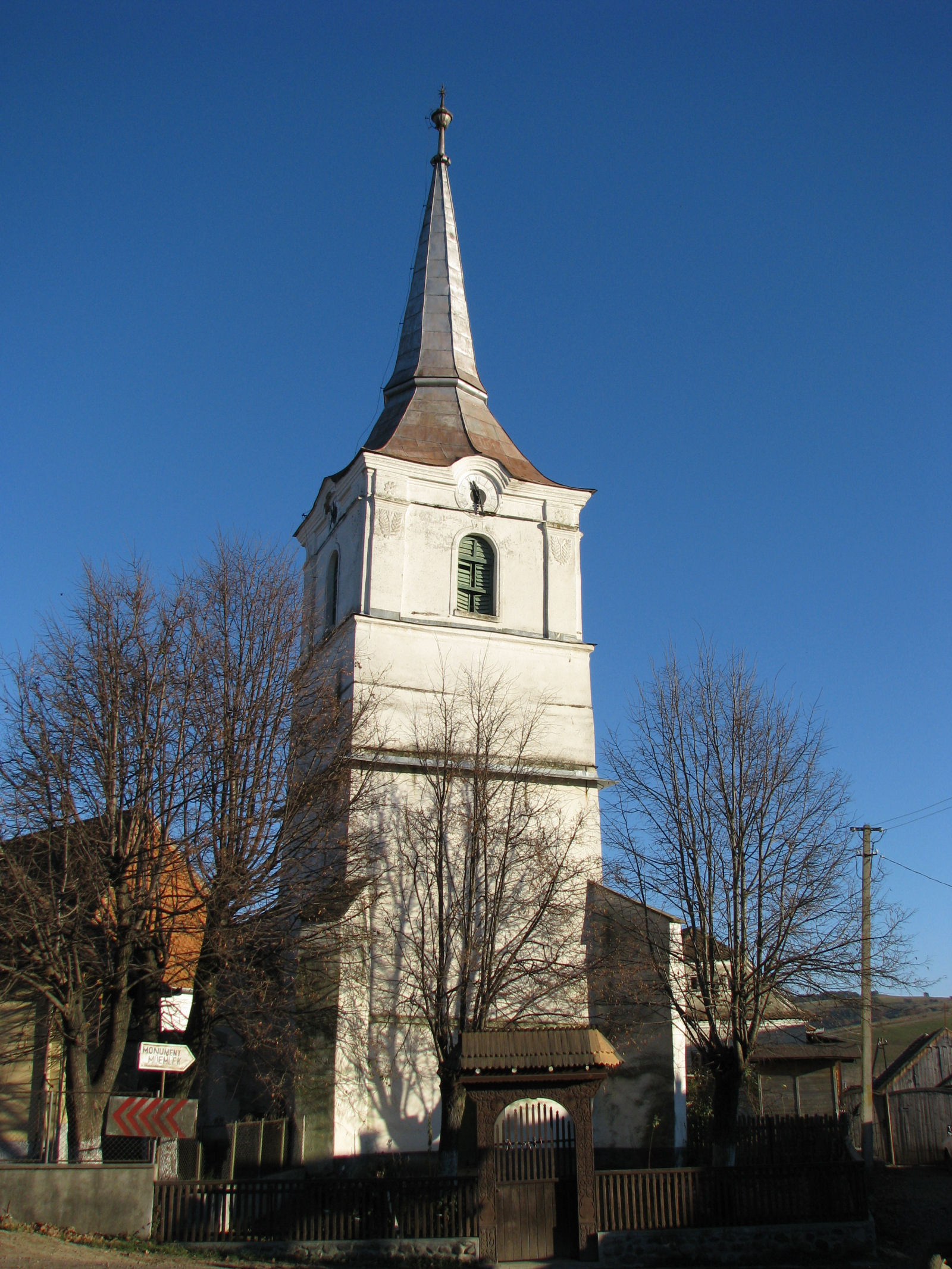
Unitárius templom
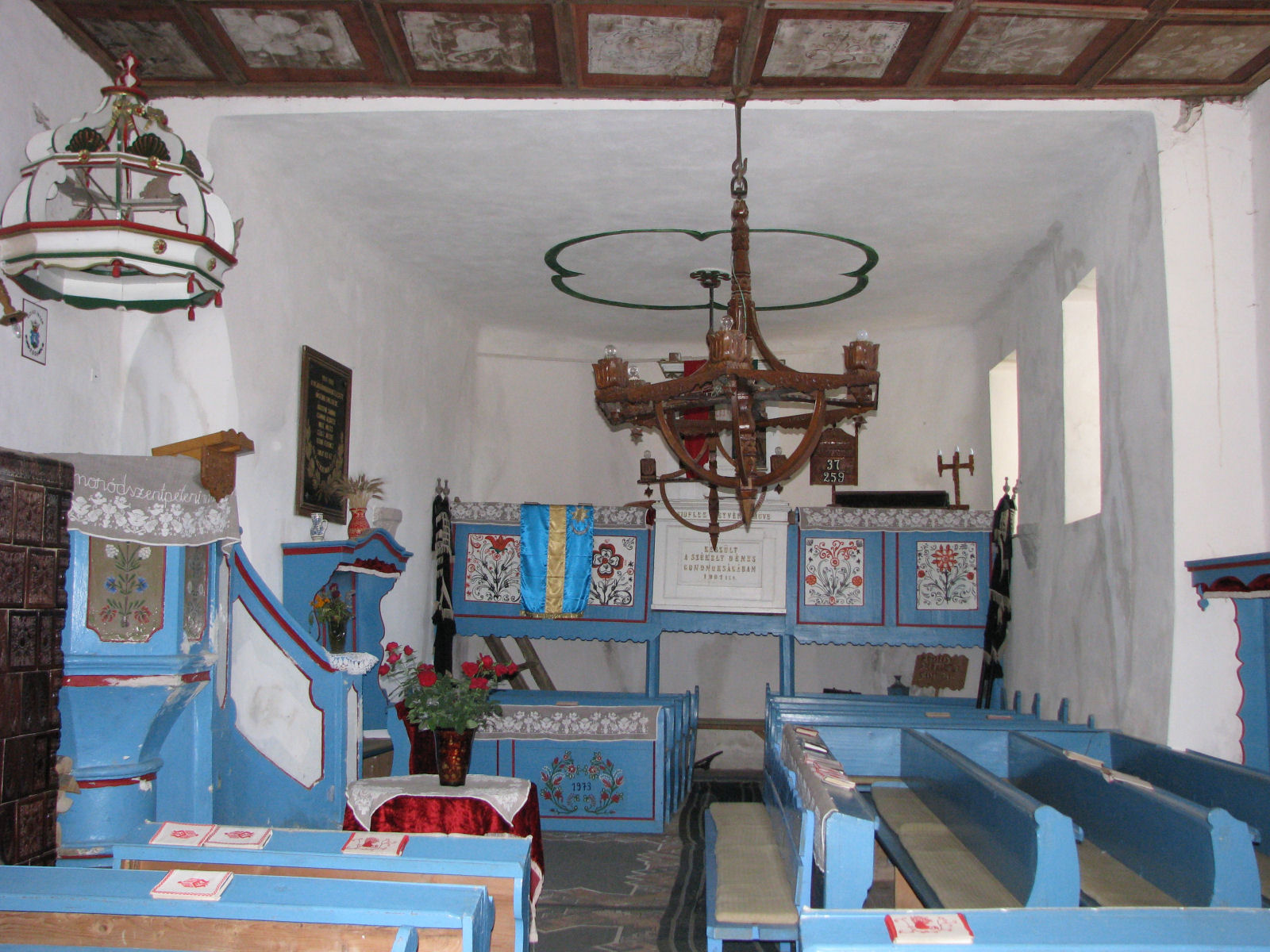
Unitárius templom belseje
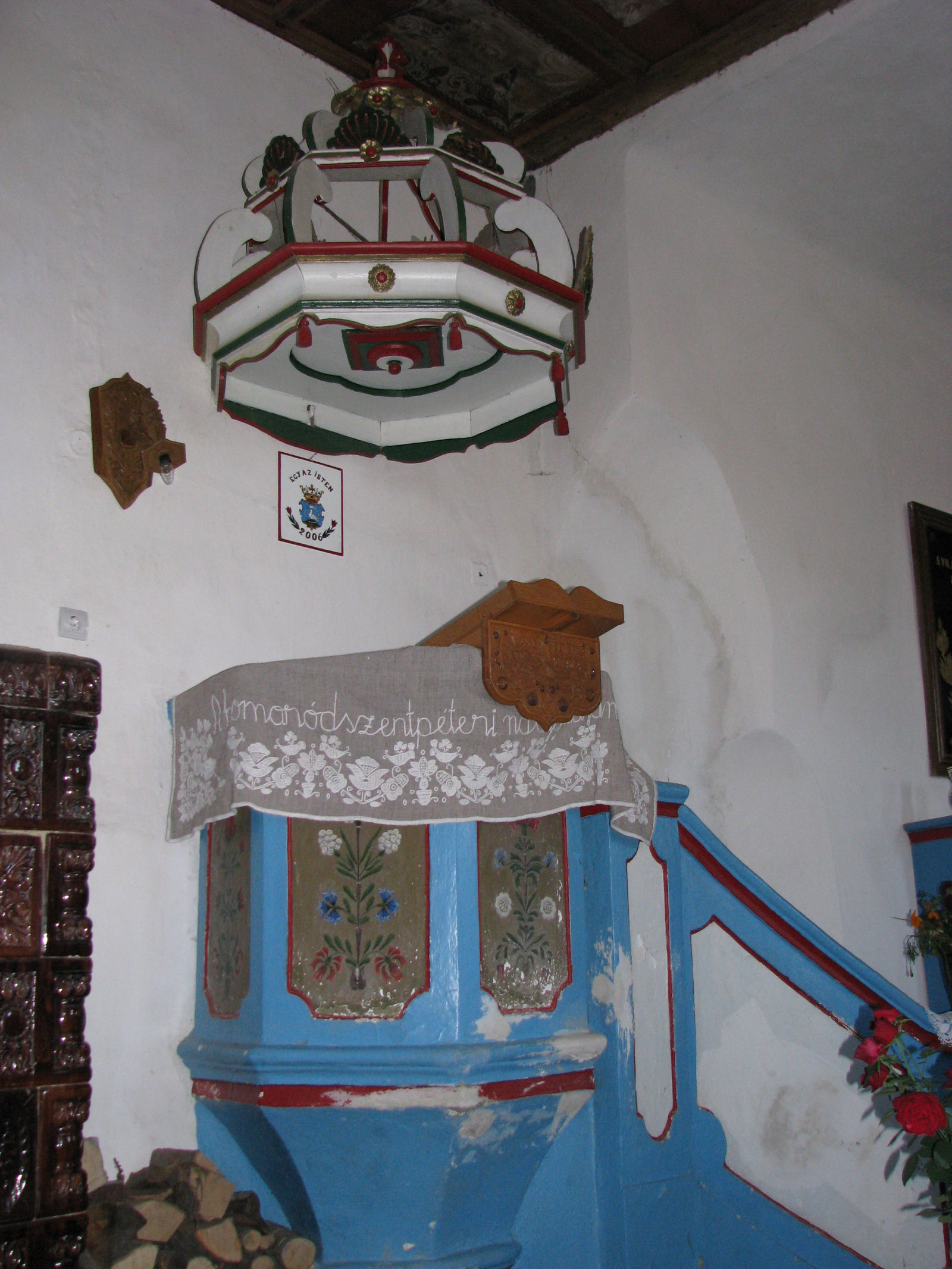
Unitárius templom szószéke
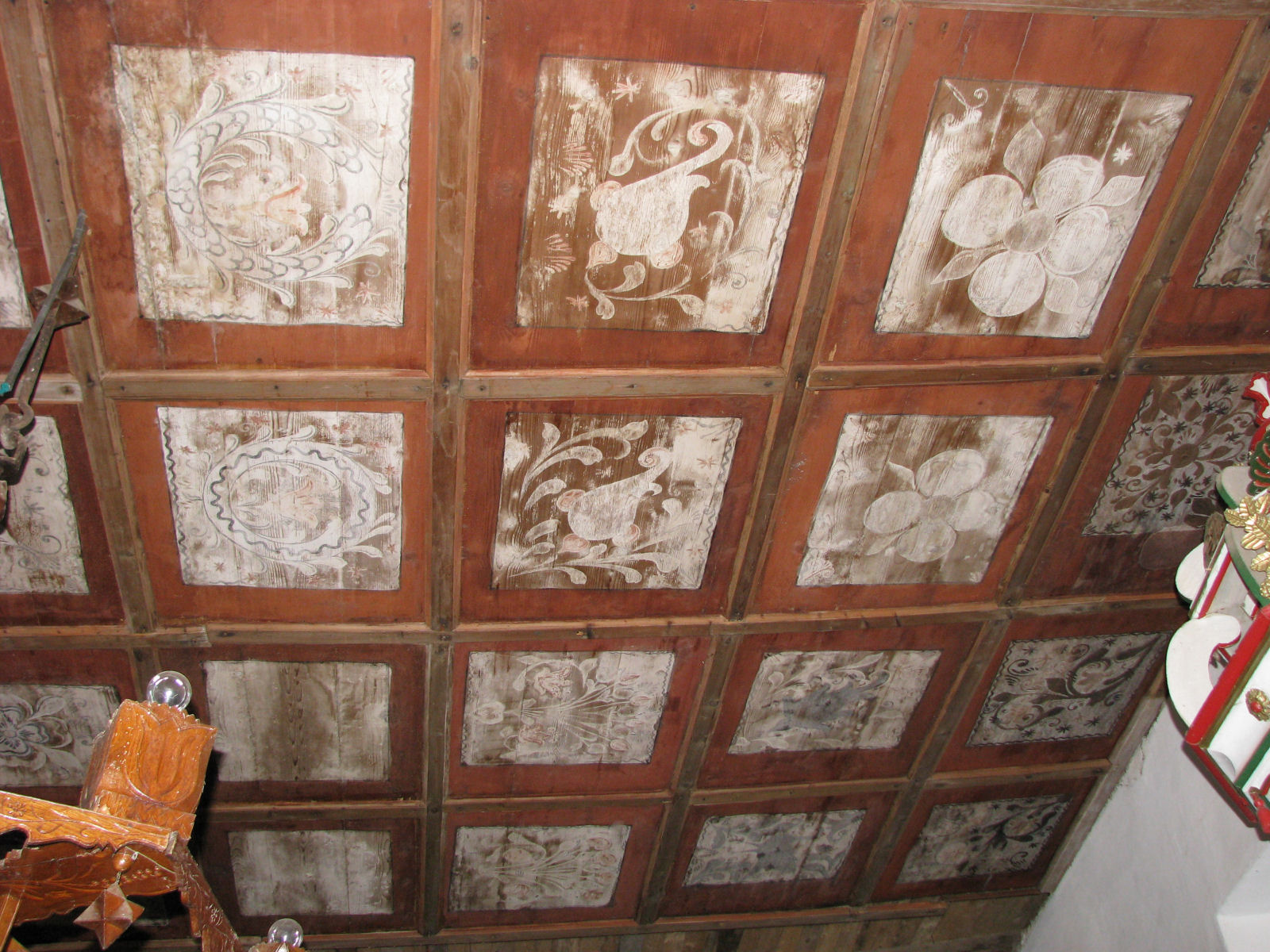
Unitárius templom kazettás mennyezete
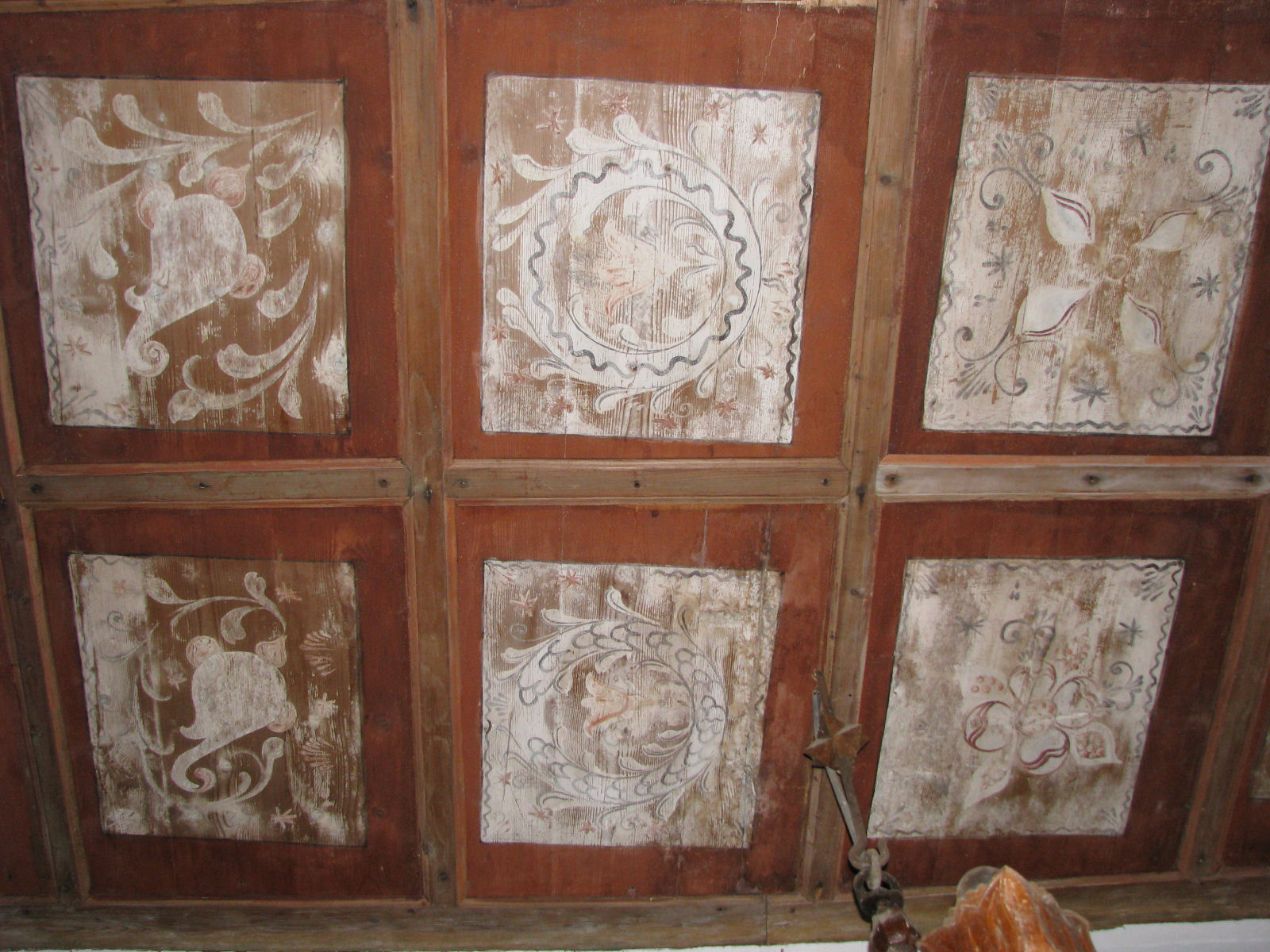
Unitárius templom kazettás mennyezete
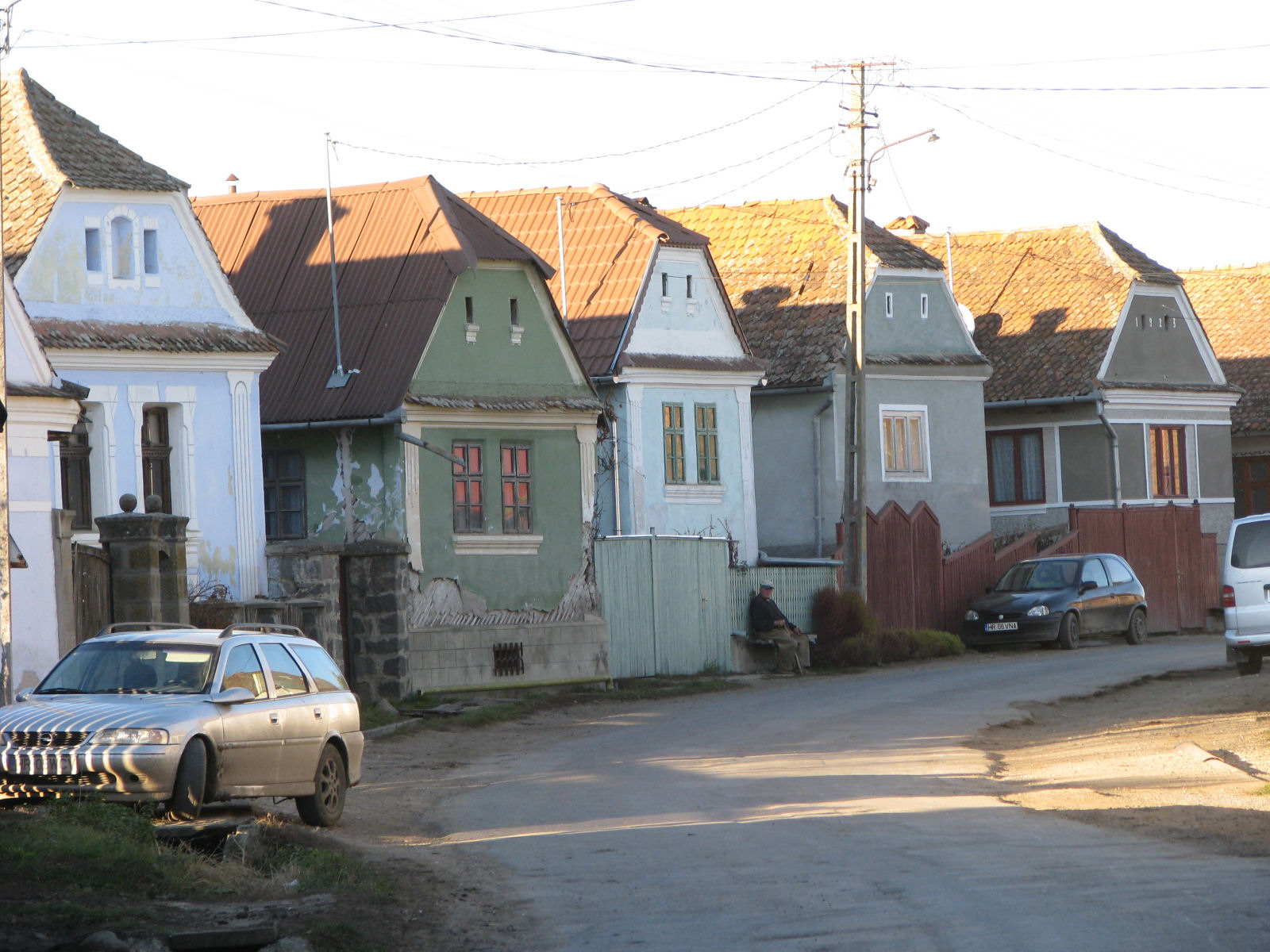
Homoródszentpéteri házak

- Jézus köve (A falu határában, a csordajáró úttól délre, a domboldalon található kötömb, a tetején egy ember lábnyomára, egy bot nyomára és egy szamár patalenyomatára emlékeztető mélyedéssel.)

## Híres emberek
- Itt született Szabó Árpád unitárius püspök 1935. április 15-én.